# Hoplodrina centrifasciata
Hoplodrina centrifasciata är en fjärilsart som beskrevs av Barend J. Lempke 1966. Hoplodrina centrifasciata ingår i släktet Hoplodrina och familjen nattflyn. Inga underarter finns listade i Catalogue of Life.